# Тиморско море
Тиморско море је део Индијског океана између острва Тимор на северу и Аустралије на југу. На истоку се налази Арафурско море које је део Тихог океана. Део Тиморског мора чине и Бонапартин и Ван Димен залив на северној обали Аустралије. Једини велики град на његовим обалама је аустралијски град Дарвин. Дуго је око 480 km и има површину од 610.000 km², има највећу дубину од 3.300 метра у северном делу. Највећа острва у њему су Мелвил, Ашмор и острва Картије.
Тиморско море је 2009. године погодило најгоре изливање нафте у последњих 25 година.

## Етимологија
Тиморско море је добило име по Тимору, острву на другој страни северне обале мора. Име острва је варијанта од timur, малајског назива за „исток”.
на тетумском језику се израз tasi mane често користи за означавање Тиморског мора. Пандан за то водено тело, 'Омбај-Ветар теснац', који има мање таласе, мање је замућен и пере већину северних обала острва Тимор, на тетумском се обично назива tasi feto.

## Географија
Воде на истоку познате су као Арафурско море. Тиморско море се налази у близини три значајна залива на северној аустралијској обали, залив Џозефа Бонапарте, залив Бигл и залив Ван Димен. Аустралијски град Дарвин који се делимично налази на обали залива Бигл, и најближи је велики град овом мору. Мали град Виндхам налази се на западном краку залива Кембриџ, улазу у залив Џозефа Бонапарте.
Море је широко око 480 km (300 mi) и покрива површину од око 610 thousand km2 (240.000 sq mi). Његова најдубља тачка је Тиморско корито (који неки геолози сматрају југоисточним продужетком Јаванског рова, али други сматрају предњим коритом за „планински ланац” острва Тимор), који се налази у северном делу мора, и достиже дубину од 3,300 m (10,83 ft). Остатак мора је много плићи, а већи део има у просеку мање од 200 m (660 ft) дубине, јер се налази изнад прага Сахул, дела аустралијског континенталног појаса.
Биг Банк Шоалс је област на нагнутом морском дну између епиконтиненталног појаса и Тиморског корита где се налази низ потопљених обала. Екосистем плићака се значајно разликује од дубљих вода које их окружују. У мају 2010. објављено је да је на морском дну Тиморског мора откривен кратер широк око 50 km (31 mi).

### Опсег
Међународна хидрографска организација (IHO) дефинише Тиморско море као једну од вода Источноиндијског архипелага. IHO дефинише своје границе на следећи начин:

На северу Југоисточна граница Савуског мора [Линија од југозападне тачке Тимора до североисточне тачке Роти, преко овог острва до његове југозападне тачке] југоисточна обала Тимора и јужна граница мора Банда [А линија од Танџонг Аро Оесое, преко Сермате до Танџонг Нџадора, југоисточне тачке Лакова (8° 16′ S 128° 14′ E / 8.267° Ј; 128.233° И) дуж јужне обале острва Лаков, Моа и Лети до Танџонг Тоет Патеха, западне тачке Лети, одатле линија до Танџонг Севирава, источни крај Тимора].
На Истоку. Западна [граница] Арафурског мора [линија од рта Дон до Танџонг Аро Исо, јужне тачке Селарое (острва Танимбар)].
На југу. Северна обала Аустралије од рта Дон до рта Лондондери (13° 47′ S 126° 55′ E / 13.783° Ј; 126.917° И).
На Западу. Линија од рта Лондондери до југозападне тачке острва Роти (10° 56′ S 122° 48′ E / 10.933° Ј; 122.800° И).

## Угљоводоничне резерве
Испод Тиморског мора леже значајне резерве нафте и гаса. Потврда перспективности Тиморског мора дошла је када је платформа Биг Џон компаније Вудсајд-Барма направила бушотину Трубадур бр. 1 у јуну 1974. на Трубадур Шолсу око 200 km (120 mi) југоисточно од Тимора и пресекла 83 m (272 ft) угљоводоника. Бројни нафтни пројекти на мору су у функцији и у току су значајне истражне активности и бројни предложени пројекти. Гасовод прелази Тиморско море од Заједничке области за развој нафте до Викам Појнта у близини Дарвина.
Тиморско море је било место највећег изливања нафте у Аустралији када је из нафтног поља Монтара дошло до цурења нафте, природног гаса и кондензата од 21. августа до 3. новембра 2009. године. Током изливања 400 bbl (64 m3) нафте је цурило сваког дана. Истражна комисија Монтаре окривила је тајландску компанију PTTEP, власника бушотине.

### Бају-Ундан пројекат
Највећи нафтни пројекат у Тиморском мору је пројекат Бају-Ундан којим управља Сантос. Поље Бају-Ундан се налази отприлике 500 km (310 mi) северозападно од Дарвина у басену Бонапарте. Производња је започета 2004. године као пројекат рециклаже гаса — са течностима (кондензат, пропан и бутан) које су извучене из сировог производног тока и извезене. Гас је пумпан назад у резервоар. Отприлике у исто време започета је изградња подморског гасовода дужине 500 km (310 mi) који повезује постројење за прераду Бају-Ундан са фабриком течног природног гаса која се налази у Викам Појнту у луци Дарвин. Од завршетка гасовода и Дарвин LNG фабрике 2005. године, гас произведен на мору у Бају-Ундан сада се транспортује до фабрике у Дарвину где се претвара у течност и транспортује у Јапан под дугорочним уговорима о продаји. Источни Тимор је од 2017. зарадио преко 18 милијарди долара од Бају-Ундана од почетка производње; међутим, предвиђа се да ће његове резерве бити исцрпљене до 2023. године.

### Гасно поље Ичтис
Гасно поље Ичтис је поље природног гаса које се налази у Тиморском мору, код северозападне обалске Аустралије. Поље се налази 220 km од обале Западне Аустралије и 820 km југозападно од Дарвина, са просечном дубином воде од приближно 250 метара. Откривено је 2000. године. Први гас са поља Ичтис убран је 30. јула 2018. године.

### Остали пројекти
AED Oil је власник великог нафтног пројекта на нафтном пољу Пафин, а Вудсајд Петролеум производи нафту на нафтном пољу Ламинарија. Гасно поље Грејтер Санрајз, откривено 1974. године, једно је од највећих у овој области и очекује се да ће Источном Тимору зарадити неколико милијарди долара прихода од власничких права. Вудсајд Петролеум планира да прерађује гас из Грејтер Санрајз преко плутајуће платформе, међутим Ксанана Гусмао, премијер Источног Тимора, противи се овом плану и уместо тога жели да гас иде у Беако преко цевовода nа прераду.

## Територијални спор
Од открића нафте у Тиморском мору 1970-их, било је спорова око права на власништво и експлоатацију ресурса који се налазе у делу Тиморског мора познатом као Тиморски јаз, а то је подручје Тиморског мора које лежи ван територијалних граница нација северно и јужно од Тиморског мора. Ова несугласица су у почетку укључивала Аустралију и Индонезију, иако је на крају постигнута резолуција у облику Споразума о Тимору. Након проглашења државности Источног Тимора 1999. године, услови Споразума о Тиморском јазу су напуштени и започели су преговори између Аустралије и Источног Тимора, који су кулминирали Уговором о Тиморском мору.

### Тиморски поморски споразум
Уговор о Тиморском мору, који је потписан 20. маја 2002. године, довео је до успостављања Именованог органа Тиморског мора (TSDA). Ова организација је одговорна за управљање свим активностима везаним за нафту у делу Тиморског мора познатом као Заједничко подручје за развој нафте (JPDA). Уговор је ратификован у фебруару 2007. године.
Према одредбама уговора, власничке накнаде за производњу нафте у JPDA су подељене у односу 90:10 између Источног Тимора и Аустралије. Овај уговор је критикован јер није финализирао поморску границу између Источног Тимора и Аустралије.

### Уговор о поморским границама из 2018
Уговор између Аустралије и Источног Тимора о утврђивању њихових поморских граница у Тиморском мору потписан је 6. марта 2018. у седишту Уједињених нација у Њујорку у присуству генералног секретара Уједињених нација Антонија Гутереса.